# Otto Guerra
Otto Guerra Netto (Porto Alegre, 5 de março de 1956) é um cineasta, animador e roteirista brasileiro. É considerado um dos pioneiros da animação autoral no Brasil, sendo o criador da Otto Desenhos Animados, que se estabeleceu como uma das produtoras de animação mais importantes do país.
Entre suas obras destacam-se filmes como  Rocky & Hudson (1994), Wood & Stock: Sexo, Orégano e Rock'n'Roll (2006), Até que a Sbórnia Nos Separe (2014) e A Cidade dos Piratas (2019).
Desde 2020 é membro da Academia de Artes e Ciências Cinematográficas de Hollywood. Otto é o único diretor com quatro obras na lista dos 100 filmes mais importantes da animação brasileira definida pela Associação Brasileira de Críticos de Cinema (ABRACCINE) no livro 100 anos do cinema de animação no Brasil. Também é um dos 5 brasileiros citados no livro Animation Now!, reconhecido como a bíblia da animação mundial, publicado na Alemanha pela  Editora Taschen.
Otto Guerra é graduado em Tecnologia em Multimídia Digital, pela Universidade do Sul de Santa Catarina, e é mestrando em Gestão de Design na Universidade Federal de Santa Catarina.

## Biografia

### Os primeiros anos
Nascido em Porto Alegre, Otto mudou-se ainda na primeira infância para a cidade de Alegrete, na fronteira gaúcha. Lá, ele praticamente se alfabetizou lendo revistas em quadrinhos, o que o estimulou a desenvolver seu lado criativo desde cedo. Ainda na infância, ele costumava encenar textos improvisados inspirados nas histórias que lia e, logo, também começou a se dedicar ao desenho diariamente, um hobbie que o acompanhou ao longo dos anos. Naquela época, seu sonho era se tornar engenheiro mecânico para projetar aviões.
No entanto, somente aos 13 anos, Otto decidiu direcionar sua paixão por desenhos para sua carreira. Essa decisão foi influenciada pelo seu primeiro contato com a obra do quadrinista belga Hergé, quando ganhou de sua mãe um exemplar da revista Tintim durante uma viagem pelo litoral gaúcho. Esse encontro com a publicação belga o fez acreditar que era possível levar sua arte para o mundo e sustentar-se com ela. Quase na mesma época, ao assistir ao filme Piconzé, uma das primeiras produções animadas em cores no Brasil, ele também despertou seu interesse pela produção de filmes animados.

### Inicio da carreira profissional
Contrariando a vontade de sua família, na adolescência, retornou à capital gaúcha com a firme determinação de construir uma carreira como ilustrador. Nessa época circulava pelas ruas da cidade com anúncios pendurados em seu corpo ofertando serviços de ilustração. Aos 18 anos, ele viajou para São Paulo em busca de uma editora que publicasse seus quadrinhos, mas a tentativa não teve sucesso.
Seu processo de transição das histórias em quadrinhos para os filmes animados começou após participar de uma oficina de animação ministrada pelo argentino Félix Follonier. Aos 19 anos ele produziu sua primeira animação em Super-8 na faculdade Comunicação Social na PUCRS, o filme foi intitulado Ernesto.
Em 1977, Otto iniciou seu trabalho na agência do argentino Félix Follonier, onde se envolveu na produção de animações para campanhas publicitárias televisivas, aprimorando ainda mais seu conhecimento e habilidades na área.

### Fundação e atuação na Otto Desenhos Animados
Em 1978, aos 22 anos, Otto fundou a Otto Desenhos Animados, sua própria produtora de animações, em parceria com o animador José Maia, que ele conheceu durante sua passagem pela produtora do argentino Félix. Apesar de ter recebido subsídios da extinta Embrafilme, ele percebeu a importância de inicialmente direcionar os projetos da produtora para o mercado publicitário. Essa estratégia tinha como objetivo criar recursos financeiros que, no futuro, seriam empregados para financiar a produção de seus próprios curtas e longas-metragens. Nos seis primeiros anos da sua produtora se dedicou exclusivamente à criação de desenhos comerciais.
No início da década de 1990, ele redirecionou seu foco para obras de ficção, desenvolvendo filmes institucionais ocasionalmente. Isso incluiu o filme Zé Gotinha enfrenta o vilão Monstro da Perna de Pau para uma campanha de combate à poliomielite e o comercial da campanha O amor é a melhor herança. Cuide das crianças, que foi exibido pela RBS TV no início dos anos 2000 e revisitado em 2013. Otto também contribuiu com aberturas de programas de televisão, como o Muvuca, apresentado por Regina Casé na TV Globo.
Com foco na produção de curtas-metragens, longas-metragens e séries, Otto conquistou reconhecimento profissional já na década de 1980. Ao longo dos anos, ele solidificou sua carreira, levando suas obras para o mundo e sendo reconhecido como um dos principais nomes da animação no Brasil.
Além de dirigir, produzir e escrever roteiros para suas obras autorais, por meio da sua produtora, colaborou na realização de filmes de profissionais que integraram sua equipe ao longo dos anos. Entre esses filmes estão Deus é Pai, de Allan Sieber, Castillo Y El Armado, de Pedro Harres, Magnética, de Marco Arruda, A Pequena Vendedora de Fósforos, de Kyoko Yamashita e o seriado Boa Noite, Martha, de Vivian Altman.

## Carreira no cinema

### Década de 1980: Os primeiros curtas e o reconhecimento profissional
Em 1984, já aos 28 anos, Otto lançou seu primeiro curta-metragem profissional, O Natal do Burrinho, em co-direção com Lancast Mota e José Maia. Este trabalho inicial lhe rendeu o prêmio de Melhor Curta Gaúcho no Festival de Gramado, além de projetar seu nome internacionalmente ao ser selecionado para os festivais de Bilbau, na Espanha, e Oberhausen, na Alemanha.
Este curta proporcionou a ele a oportunidade de conhecer Mauricio de Sousa, o criador da Turma da Mônica, com quem colaborou na produção de Os Trapalhões no Rabo do Cometa, lançado em 1986.
Ao longo da década de 1980, Otto lançou mais três curtas-metragens em parceria com José Maia e Lancast Mota: As Cobras - O Filme (1985), Treiler - A Última Tentativa (1986) e O Reino Azul (1989).
As Cobras - O Filme, inspirado em personagens criadas pelo escritor Luis Fernando Verissimo, rendeu a Otto os prêmios de Melhor Curta-Metragem nos Festivais do Maranhão e de Gramado. Neste último festival, o filme também venceu como Melhor Trilha Sonora.
Treiler - A Última Tentativa lhe proporcionou  seu primeiro prêmio internacional, o Prêmio Coral de Animação no Festival de Havana. Além disso, o filme ganhou os prêmios de Melhor Curta-Metragem nos Festivais do Maranhão e de Gramado, bem como o Prêmio Especial do Júri em Gramado. Todos esses prêmios foram conquistados em 1987.
O Reino Azul concedeu a ele a premiação inédita de Melhor Filme da Década no 1º Festival de Cinema de Animação em João Pessoa em 1992. Além disso, o filme ganhou mais um Prêmio Coral de Animação do Festival de Havana e o Prêmio Especial do Júri em Gramado, ambos conquistados em 1989.
Os seus dois últimos trabalhos na década levaram seu nome pela primeira vez aos festivais de Espinho em Portugal, Ottawa no Canadá, Huelva na Espanha e Annecy na França.
Ainda na década de 1980, Otto participou da animação coletiva do filme Planeta Terra, uma produção em homenagem ao Ano Nacional da Paz.

### Década de 1990: O primeiro longa-metragem
No início da década de 1990, em 1992, Otto lançou o curta Novela como diretor solo. Este trabalho, assim como seus antecessores, trouxe uma série de premiações para Otto, incluindo Melhor Curta no 9º Rio Cine Festival e em Gramado. Em Gramado, Otto também foi premiado pelo roteiro do filme.
Durante este período, Otto começou a trabalhar na direção de seu primeiro longa-metragem, Rocky & Hudson, baseado nos quadrinhos de 1987 de Adão Iturrusgarai. Ele e Adão trabalharam juntos por aproximadamente dois anos na realização do filme, que foi lançado em 1994. O filme de Otto foi considerado o primeiro longa-metragem de animação no Brasil em 20 anos, excluindo a produção em série de Maurício de Souza.
Com o lançamento de seu primeiro longa, ele recebeu o Prêmio Especial do Júri no Festival de Brasília em 1994 e os prêmios de Melhor Filme no Festival de Animação de João Pessoa e Guarnicê, no Maranhão em 1995. O filme também levou o nome de Otto pela primeira vez ao Japão, ao ser selecionado para o Festival Internacional de animação de Hiroshima.
Paralelamente à produção de Rocky & Hudson, co-dirigiu a animação O Batismo com Adalgiza Luz. Esta animação integrou o longa-metragem em episódios Os Sete Sacramentos de Canudos, financiado por emissoras de televisão alemãs. Posteriormente, em 1997, Otto lançou o curta sob o título O Arraial. Por este trabalho, Otto recebeu os prêmios de Melhor Desenho Animado no Festival de Vitória, Festival de Cinema e Vídeo de Recife e no Guarnicê, do Maranhão.
Ainda durante a década, Otto assinou a produção executiva do premiado curta Deus é Pai, dirigido por Allan Sieber. Neste curta, também dublou o personagem Deus.

### Década de 2000: O primeiro curta-metragem em 3D eSexo Orégano e Rock and Roll
Em 2000, Otto lançou o curta-metragem Cavaleiro Jorge, que foi eleito o Melhor Curta-Metragem no Guarnicê Cine-Vídeo Maranhão no ano seguinte.
Em 2004, apresentou seu primeiro curta em 3D, Nave Mãe, Este filme foi reconhecido como o Melhor Filme Gaúcho no Festival de Cinema de Gramado em 2004. No ano seguinte, foi premiado como Melhor Filme de Animação no Florianópolis Audiovisual Mercosul, no Grande Prêmio Tam do Cinema Brasileiro, no Guarnicê Cinema e Vídeo do Maranhão e na Jornada Internacional de Cinema da Bahia.
Em 2006, lançou seu segundo longa-metragem, Wood & Stock: Sexo, Orégano e Rock'n'Roll. Este filme foi baseado nos personagens criados pelo cartunista Angeli para a extinta revista em quadrinhos Chiclete com Banana na década de 1980. Otto trabalhou neste projeto por mais de dez anos.
O filme teve uma grande repercussão e trouxe um novo destaque para sua carreira. Em 2006, Otto recebeu várias premiações, incluindo Melhor Longa-Metragem em Córdoba, Prêmio Especial do Júri no Cine PE e Prêmio Itamaraty de Melhor Filme pelo Júri Popular no Festival Internacional de Cinema de Brasília. Em 2008, o filme ainda rendeu a Otto o prêmio de Melhor Longa-Metragem de Animação no Grande Prêmio Vivo do Cinema Brasileiro.

### Década de 2010:Até que a Sbórnia nos SepareeA Cidade dos Piratas
No início da década, Otto participou do filme documentário Luz, Anima, Ação, lançado em 2013 pelo diretor Eduardo Calvet. O filme propõe um resgate da trajetória da animação brasileira.
Em 2013, lançou seu terceiro longa-metragem, Até que a Sbórnia nos Separe. Este filme foi inspirado na peça teatral gaúcha Tangos & Tragédias e co-dirigido em parceria com Ennio Torresan Jr. Além de atuar na direção e no roteiro do filme, Otto também dublou os personagens Garden All e Adolphus Dendo.
Naquele ano, o filme lhe rendeu os prêmios de Melhor Longa-metragem Nacional pelo Júri Popular na 37ª Mostra Internacional de Cinema de São Paulo e no Festival de Cinema de Gramado. Em Gramado, o filme também foi agraciado com o prêmio de Melhor Direção de Arte pelo júri oficial.
Após ser lançado nos cinemas em 2014, como o primeiro longa gaúcho disponível também no formato 3D, o filme lhe rendeu o prêmio de Melhor Longa-Metragem de Animação no Grande Prêmio Brasil do Cinema Brasileiro em 2016.
Outros projetos da filmografia de Otto que foram lançados entre 2013 e 2014 são os premiados curtas Castillo y el Armado e A Pequena Vendedora de Fósforos,, além da série de TV Boa Noite, Martha, selecionada para o Festival de Annecy na França. Em todos esses projetos, ele atuou como produtor ou produtor executivo.
O ano de 2015 foi marcado pelo lançamento do longa Bruxarias. Otto co-produziu esse filme em parceria com a Continental Filmes da Espanha e com a diretora espanhola Virginia Curiá.
Em 2018, concluiu seu quarto longa-metragem, A Cidade dos Piratas Este filme, que levou quase 25 anos para ser concluído, foi inspirado nos personagens das tirinhas Piratas do Tietê e outros também criados pela cartunista Laerte Coutinho.
No longa, Otto Guerra aparece como um personagem da história, retratando parte de suas vivências durante o processo de produção do filme e interagindo com os personagens do universo de Laerte. Otto também atribuiu seu alter ego à personalidade do personagem Capitão.
Ainda em 2018, o filme lhe rendeu o Prêmio Pirita no Cine Esquema Novo, o prêmio de Melhor Filme no MUMIA e o prêmio de Melhor Direção no 25º Festival de Cinema de Vitória. Neste último festival, o filme também venceu como Melhor Roteiro.
Em 2019, ano em que estreou nos cinemas, o filme rendeu a Otto três prêmios internacionais: o prêmio de Melhor Longa-Metragem Latino-Americano no Anima Latina, na Argentina; o prêmio de Melhor Longa-Metragem no Cinanima, em Portugal; e o prêmio de Melhor Longa-Metragem de Animação no Festival Internacional do Novo Cinema Latino-Americano de Havana, em Cuba. No ano seguinte, o filme ainda lhe rendeu o prêmio de Melhor Animação no Prêmio Guarani de Cinema Brasileiro.
Antes do encerramento da década, Otto fez uma participação especial no seriado gaúcho Alce & Alice, lançado em 2018 pelos diretores Diego Barrios e Tiago Rezende.
Em 2019, ele lançou o curta Ressurreição, que no mesmo ano recebeu o prêmio de Melhor Curta-Metragem de Animação no 19º Grande Prêmio do Cinema Brasileiro.

### Década de 2020:Os primeiros seriados autorais eO Filho da Puta
Em 2020, Otto lançou seus primeiros seriados animados para a TV como diretor. Ambos estavam em processo de produção simultânea com A Cidade dos Piratas. O primeiro deles foi Rocky & Hudson: Os Caubóis Gays, composto por 13 episódios baseados na obra de Adão Iturrusgarai. Essa série estreou no Canal Brasil ainda em 2020. O outro seriado foi infantil, intitulado Os Filosofinhos – O Menino Nietzsche, com 12 episódios, no qual ele dublou o personagem Felix. Essa série estreou no canal TV Rá-Tim-Bum em 2021. Ambos os seriados foram co-dirigidos em parceria com a artista visual e roteirista Erica Maradona, que se tornou sócia da Otto Desenhos Animados em 2016.
Outro destaque no início da década na carreira de Otto foi o curta Subsolo, dirigido coletivamente com Erica Maradona. O filme rendeu à dupla o prêmio de Melhor Curta-Metragem de Animação no 20º Grande Prêmio do Cinema Brasileiro, em 2021.
Também em 2020, foi lançado o curta Magnética, dirigido por Marco Arruda, no qual Otto atuou como produtor executivo.
Em 2023, com a direção de Otto, foi lançado o curta Criatura, baseado nos quadrinhos do cartunista gaúcho Rafael Corrêa.
Atualmente, Otto está trabalhando na conclusão de seu longa-metragem, O Filho da Puta, anunciado desde a produção de A Cidade dos Piratas e previsto para 2024. Neste projeto, ele está dividindo a direção com Tania Anaya, Erica Maradona e Savio Leite. Outro projeto para 2024 é Joe e o Vale Vazio, o primeiro longa infantil de sua produtora, dirigido por Lena Maciel e José Maia.
Para 2023, está previsto o lançamento do longa Placa-Mãe, dirigido por Igor Bastos, no qual Otto dubla o personagem Velho Corcunda.

## Homenagens e reconhecimentos
Otto Guerra recebeu pelo menos duas homenagens em importantes festivais de cinema no Brasil. A primeira delas ocorreu em julho de 2000, cerca de 16 anos após o lançamento de seu primeiro filme, quando foi o principal homenageado na 8ª edição do Anima Mundi, o Festival Internacional de Animação do Brasil.
A segunda homenagem ocorreu em 19 de agosto de 2017, durante a 45ª edição do Festival de Gramado. Na ocasião, ele foi agraciado com o Troféu Eduardo Abelin, entregue por José Maia, seu sócio na Otto Desenhos Animados e co-diretor de seu primeiro filme, O Natal do Burrinho. Essa homenagem incluiu a exibição de uma seleção dos filmes do diretor no Museu do Festival de Cinema de Gramado e coincidiu com o centenário da animação no Brasil.

Entre outros reconhecimentos que recebeu ao longo da carreira, está a inclusão do seu nome no livro Animation Now!, obra considerada uma referência mundial sobre a história e a diversidade da animação, publicada pela Editora Taschen, da Alemanha, em 2004. Otto é um dos cinco brasileiros citados no livro, que reúne uma série de nomes internacionais. A publicação destacou Otto como o “papa underground da animação brasileira".
| “ | Otto Guerra pertence à animada e criativa turma do cinema gaúcho no estado brasileiro do RS. Com uma carreira diversificada, que abrange filmes publicitários e ácidas comédias autorais, ele se tornou o papa underground da animação brasileira, fazendo sucesso e escola com seu caminho torto. Guerra, em português, é o nome para war/guerre/krieg. Otto armou sua trincheira, a empresa Otto Desenhos Animados, em 1978, e desde então vem alvejando a cultura de massa e os temas infantis com as suas sátiras impagáveis. | ” |

Otto Guerra também se tornou o diretor com mais filmes incluídos na lista das 100 melhores animações do cinema nacional, elaborada pela Associação Brasileira de Críticos de Cinema (ABRACCINE) em 2017 e publicada no livro Animação Brasileira – 100 Filmes Essenciais. Quatro filmes dele estão na lista, sendo dois deles entre os dez primeiros: Até que a Sbórnia nos Separe, em 4º lugar; e Wood & Stock: Sexo, Orégano e Rock’n’Roll, em 9º. Além desses, o curta Novela ficou em 32º, e o longa Rocky & Hudson, em 50º.
Um dos grandes destaques da sua carreira foi o seu ingresso na Academia de Artes e Ciências Cinematográficas de Hollywood, anunciado em 30 de junho de 2020. Com isso, Otto passou a ser um dos votantes da premiação do Oscar, a maior do cinema mundial. O diretor afirmou em entrevista que não recebeu nenhum convite da Academia, e que ao ser notificado pensou que era uma brincadeira.

## Vida pessoal

### Nem Doeu: A autobiografia de Otto Guerra
Influenciado pelo escritor Marcelino Freire, Otto começou a escrever sua autobiografia em 2016 e a concluiu em 2020. O livro, intitulado Nem Doeu – Autopornografia, foi publicado em 2021 pela editora Mmarte, de Goiás, quando o diretor tinha 65 anos.
A obra foi lançada em 28 de junho de 2021, durante o 14º Dia Internacional de Animação de Goiânia. Depois, também teve um lançamento em Porto Alegre, na 67ª Feira do Livro, em novembro do mesmo ano. O livro ainda foi apresentado na edição virtual do HQWeek! em 28 de julho de 2021.
Os primeiros 200 exemplares do livro, vendidos no site da editora goiana, continham um acetato original de Rocky & Hudson, autografado por Otto.

### Relação com o grupo Los Três Amigos
Entre o final dos anos 1980 e início dos anos 1990, Otto Guerra tornou-se amigo dos integrantes do grupo Los Três Amigos, formado pelos cartunistas Angeli, Glauco Villas Boas e Laerte Coutinho no fim dos anos 1980 e que contou com a adesão de Adão Iturrusgarai em 1994.
Desde o começo da década de 1990, antes mesmo da chegada de Adão, Otto e o grupo tinham o plano de levar para o cinema uma trilogia que apresentasse os universos de cada um de Los Três Amigos, porém o assassinato de Glauco, em 2010, inviabilizou a produção de um filme baseado em suas tirinhas.
O primeiro do grupo a ter seu trabalho adaptado foi Adão, que foi seu aluno em oficinas de animação ministradas em Porto Alegre durante os anos 80. Juntos, eles produziram o longa-metragem Rocky & Hudson no início da década de 1990 e, duas décadas depois, criaram uma série animada com esses personagens.
Angeli já havia cedido todo o seu material para que Otto usasse como quisesse ainda na década de 1980, tanto que atuou apenas como consultor na produção de Wood & Stock: Sexo Orégano e Rock and Roll.
A relação com Laerte começou em meados de 1990, e logo eles formalizaram a ideia de um filme que exploraria o universo dos Piratas do Tietê, registrando o projeto na Biblioteca Nacional, em 1993. No filme A Cidade dos Piratas, Otto buscou retratar a transição de gênero de Laerte, que decidiu tornar-se mulher com quase 60 anos de idade.

### Vida acadêmica
Otto teve diversas experiências acadêmicas ao longo de sua vida. Ele iniciou os cursos de Filosofia, Direito e Comunicação Social, mas não os concluiu. No entanto, aos 50 anos, ele iniciou o curso de Tecnologia em Multimídia Digital pela Universidade do Sul de Santa Catarina, que concluiu em 2010. Em 2021, ele começou o mestrado em Gestão de Design na Universidade Federal de Santa Catarina.

### Descoberta do câncer
Em 2013, próximo de completar 60 anos de idade e durante a produção de seu quarto longa-metragem, A Cidade dos Piratas, Otto foi diagnosticado com câncer no cólon. Ele retratou essa experiência no próprio filme, que ele chegou a considerar como seu epitáfio. Depois de duas cirurgias e várias sessões de quimioterapia, Otto superou a doença.

## Na televisão
Em janeiro de 2007, o Canal Brasil incluiu em sua programação os filmes Cavaleiro Jorge e Rocky & Hudson.
Em 10 de agosto de 2020, a série Rocky & Hudson: Os Caubóis Gays estreou no Canal Brasil, sendo exibida em 13 episódios às 22h35.
Em abril de 2021, a série infantil de Otto, Os Filosofinhos – O Menino Nietzsche, estreou na programação da TV Rá-Tim-Bum, com exibição em 12 episódios aos sábados e domingos, em dois horários.
Em julho de 2023, uma seleção das obras de Otto foi apresentada em uma programação especial no Prime Box Brazil, sempre aos sábados à noite. Entre os dias 8 e 29 daquele mês, foi realizada uma maratona dos 13 episódios da série Rocky & Hudson: Os Caubóis Gays, além do curta Subsolo, e dos longas Wood & Stock: Sexo, Orégano e Rock'n'Roll, A Cidade dos Piratas e Até que a Sbórnia nos Separe.

## Filmografia
| Longas-metragens | Longas-metragens                          | Longas-metragens                                             | Longas-metragens |
| Ano              | Filme                                     | Créditos                                                     |                  |
| ---------------- | ----------------------------------------- | ------------------------------------------------------------ | ---------------- |
| 1994             | Rocky & Hudson                            | Diretor e produtor executivo                                 |                  |
| 2006             | Wood & Stock: Sexo, Orégano e Rock'n'Roll | Diretor, produtor, dublador, assistente de animação e editor |                  |
| 2014             | Até que a Sbórnia nos Separe              | Diretor, produtor e dublador                                 |                  |
| 2015             | Bruxarias                                 | Produtor                                                     |                  |
| 2018             | A Cidade dos Piratas                      | Diretor, produtor e dublador                                 |                  |
| 2023             | Placa-Mãe                                 | Dublador                                                     |                  |
| 2024             | O Filho da Puta                           | Diretor                                                      |                  |
| 2024             | Joe e o Vale Vazio                        | Produtor executivo                                           |                  |
| Curtas-metragens |                                           |                                                              |                  |
| Ano              | Título                                    | Créditos                                                     |                  |
| 1984             | O Natal do Burrinho                       | Diretor, roteirista e animador                               |                  |
| 1985             | As Cobras - O Filme                       | Diretor, roteirista e animador                               |                  |
| 1986             | Treiler - A Última Tentativa              | Diretor e roteirista                                         |                  |
| 1986             | Planeta Terra                             | Animador                                                     |                  |
| 1989             | O Reino Azul                              | Diretor, roteirista e produtor                               |                  |
| 1992             | Novela                                    | Diretor e roteirista                                         |                  |
| 1997             | O Arraial                                 | Diretor, roteirista, animador e montador                     |                  |
| 1999             | Deus é Pai                                | Produtor executivo e dublador                                |                  |
| 2000             | Cavaleiro Jorge                           | Diretor, produtor, produtor executivo, animador e montador   |                  |
| 2004             | Nave Mãe                                  | Diretor, roteirista e montador                               |                  |
| 2013             | A Pequena Vendedora de Fósforos           | Produtor executivo                                           |                  |
| 2014             | Castillo y el Armado                      | Produtor                                                     |                  |
| 2019             | Ressureição                               | Diretor                                                      |                  |
| 2020             | Subsolo                                   | Diretor                                                      |                  |
| 2020             | Magnética                                 | Produtor executivo                                           |                  |
| 2023             | Criatura                                  | Diretor                                                      |                  |
| Seriados         |                                           |                                                              |                  |
| Ano              | Título                                    | Créditos                                                     |                  |
| 2014             | Boa Noite, Martha                         | Produtor executivo                                           |                  |
| 2018             | Alce & Alice                              | Ator                                                         |                  |
| 2020             | Rocky & Hudson: Os Caubóis Gays           | Diretor                                                      |                  |
| 2020             | Os Filosofinhos – O Menino Nietzsche      | Diretor e dublador                                           |                  |
| Documentários    |                                           |                                                              |                  |
| Ano              | Título                                    | Créditos                                                     |                  |
| 2013             | Luz, Anima, Ação                          | Ator                                                         |                  |